# Dějiny Brna
Dějiny Brna začínají v raném středověku, přičemž první písemná zmínka pochází z roku 1091. Trvalé lidské osídlení zde však existovalo již dlouhou dobu před tímto datem, přímým předchůdcem města je slovanské hradiště Staré Zámky. První doklady o přítomnosti člověka na území současného Brna pochází již z pravěku.

## Nejstarší osídlení
Nejstarším dokladem lidského osídlení území Brna je rukou opracovaný kámen nalezený na Červeném kopci starý přibližně 700 000 let. V oblasti Brna žil také člověk kromaňonský. Významným nalezištěm se stopami osídlení starší doby kamenné je Stránská skála, kde je ovšem i osídlení z období pozdějších (eneolit). Počínaje mladší dobou kamennou (neolit) byl prostor Brna osídlen nepřetržitě, přičemž v některých obdobích pravěku a celý středověk zde existovaly sídelní útvary centrálního významu. Další významná archeologická naleziště jsou např. Bystrc (sídliště kultury s moravskou malovanou keramikou), Hradisko u Obřan (hradiště z období popelnicových polí), Staré Zámky u Líšně (hradiště z období eneolitu a doby hradištní), Holásky (mohyly z doby halštatské, Maloměřice (sídliště z mladší doby kamenné, laténské pohřebiště), Řečkovice (osada z doby halštatské), Kotlářská ulice (hrob kovotepce z doby stěhování národů), bohaté na archeologické nálezy je ovšem celé území Brna, jelikož Brněnská kotlina byla velmi příhodná k osídlení (vlídné klima, úrodné půdy, komunikační uzel ap.). Během stavebních prací na univerzitním kampusu v městské části Bohunice byly v roce 2007 nalezeny pozůstatky pravděpodobně opevněné osady z mladší doby kamenné o stáří 6-8 tisíc let. Za odborného archeologického průzkumu byly nalezeny četné pozůstatky dobové keramiky, úlomky pazourků, kostí aj. Z těch se usuzuje, že se mohlo jednat o osadu kupců a lovců, kteří ovlivňovali dění v širokém okolí. Existují dohady, že osada mohla být obehnána i vodním příkopem, pro to však není dostatek důkazů.
Na území tzv. historického jádra Brna bylo zaznamenáno osídlení eneolitické, ze starší až pozdní doby bronzové a halštatu. Pozornost si zaslouží zatím ojedinělé hroby rámcově z 9. století. Trvalé osídlení tohoto areálu počíná ve 12. století, a to v jižní části – zhruba mezi dnešním náměstím Svobody a ulicí Nádražní. V poslední době byly získány také doklady využívání jižních svahů při ulici Pekařské v tomto období. Bohaté pravěké osídlení počínaje eneolitem bylo zaznamenáno také v širším prostoru Dornychu.
První doklady slovanského osídlení pocházejí z 5.–7. století.

## Středověk

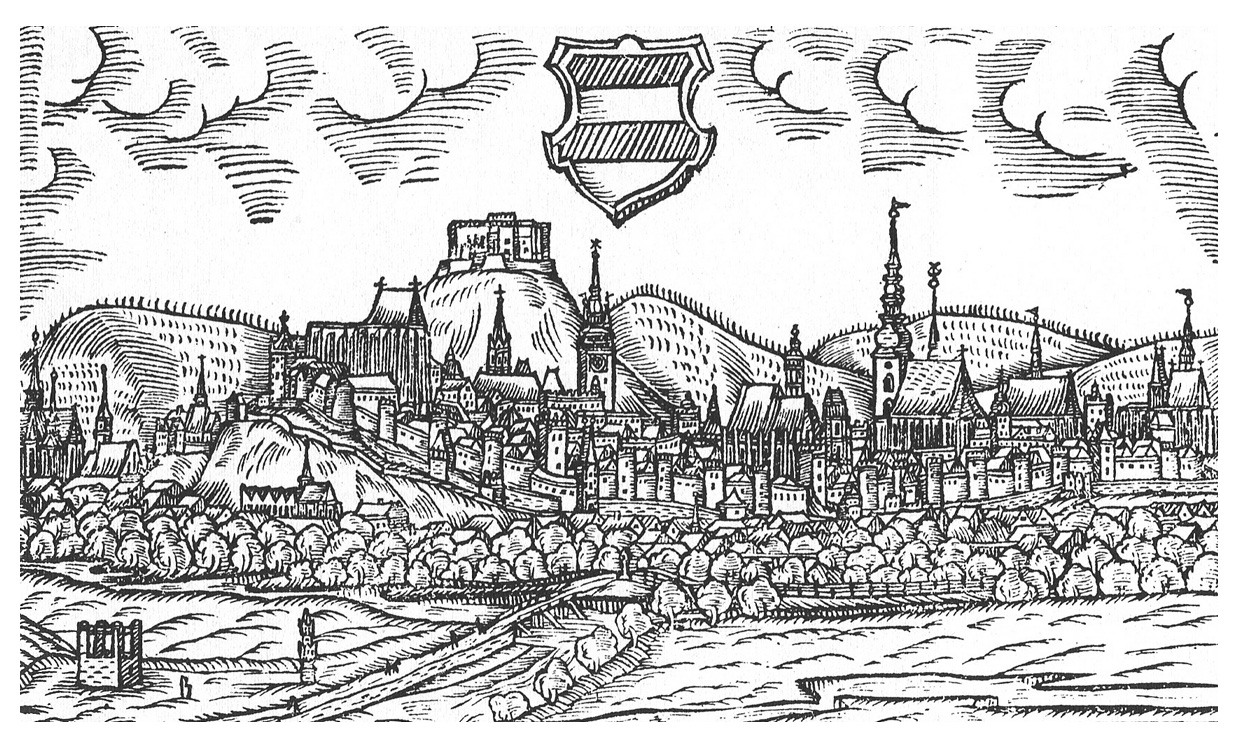
Rytina Brna v roce 1591

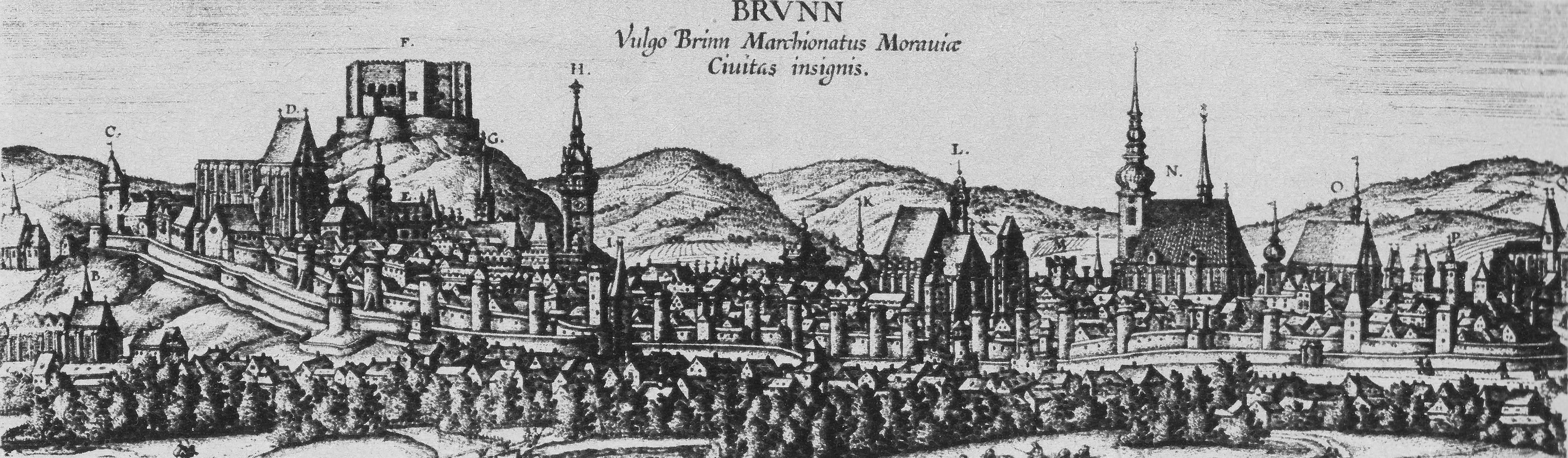
Rytina Brna v roce 1617

V průběhu 8. a 9. století plnilo centrální funkci v brněnském prostoru hradiště Staré Zámky u Líšně, správní středisko Velkomoravské říše. Určitý význam mělo již v té době sídliště pravděpodobně na ostrově v řece Svratce na území dnešního Starého Brna (přibližně v prostoru Křížové, Křídlovické, Ypsilantiho ulice), snad již v 1. polovině 10. století opevněné (Brněnský hrad). Osídlení zde pokračuje nepřerušeně dále, další opevnění vzniklo nejspíše v 1. polovině 11. století. Nejdříve na přelomu 10. a 11. století byla na levobřeží Svratky postavena rotunda, jejíž pozůstatky byly zachyceny v areálu augustiniánského kláštera na Mendlově náměstí. Tento kostel byl dvakrát přestavěn a roku 1323 založila Eliška Rejčka v jeho těsné blízkosti současný kostel Nanebevzetí Panny Marie sloužící však již nově založenému klášteru cisterciaček. Zdá se, že na Starém Brně bylo i významné centrum přemyslovského státu po ovládnutí Moravy touto dynastií roku 1019, ve 2. polovině 11. a 1. polovině 12. století zde zřejmě sídlila údělná knížata.
Z roku 1091 je první zaručená písemná zmínka v Kosmově kronice, věrohodné jsou však i údaje v tzv. listinných falzech hlásících se rovněž do 11. století. Ve 12. století se raně středověká aglomerace, která zahrnula kromě hradu a osídlení v areálu pozdějšího starobrněnského kláštera ještě hospodářské podhradí na pravobřeží Svratky, rozšířila na svahy jižně od Pekařské ulice a zejména do jižní části pozdějšího města. Tehdy byl také vybudován jednolodní kostelík sv. Petra s kryptou; kolem bylo doloženo soudobé osídlení, nikoliv však opevnění na přístupné straně. Palisádový žlab v místě domu Petrov 8 (biskupství) však nevylučuje existenci hrazeného dvorce. Existence přemyslovského správního hradu v 11. a 12. století na Petrově není ve světle archeologických výzkumů pravděpodobná. Osídlení z 8.–12. století, na které navázalo ve 13. století předměstí, bylo archeologicky prokázáno také v areálu ulic Dornych a Spálená. Kolem roku 1200 přišli němečtí (rakouští) a valonští osídlenci, výrazně se rozrostlo osídlení zahrnující do 30. let 13. století celé pozdější historické jádro v hradbách. Tento vývoj vrcholil vznikem institucionálního města asi ve 30., možná již ve 20. letech 13. století. Jeho právní řád byl odvozen od rakouských měst Enže a Vídně.
Roku 1243 Brnu král Václav I. udělil městská privilegia. Hrad Špilberk patrně založil v 70. letech 13. století Přemysl Otakar II. Již před polovinou 13. století byla vystavěna kamenná hradba. Roku 1292 obdrželo město právo volit rychtáře. V roce 1349 se Brno stalo trvalým sídlem moravských markrabat. Vedle Olomouce bylo Brno nejvýznamnějším moravským městem, zasedal zde i zemský soud a od doby Karla IV. se zde vedla jedna řada zemských desk. Obvod sevřený hradbami dosahoval necelých 37 ha, počet obyvatel se v lucemburské době pohyboval kolem 8 000.
Husitské války zasáhly Brno v letech 1428 a 1430. Brno zůstalo po celou dobu pevnou baštou katolictví, k čemuž přispěl jeho převážně německý patriciát. Husité město nedobyli, těžce však utrpělo Staré Brno a další blízké vsi a předměstí.
JIž v 1. polovině 13. století vznikají v Brně první zděné měšťanské domy, i když ještě o řadu desetiletí později bylo město převážně dřevěné. Proces přechodu ke zděné architektuře se v prostředí měšťanské zástavby výrazně urychlil od 2. poloviny 13. století, takže ve 14. a 15. století mělo Brno v zásadě zděný charakter. Ač cihly se používaly již ve 13. století, velký rozmach cihlových staveb lze zaznamenat v 15. století.

## Novověk

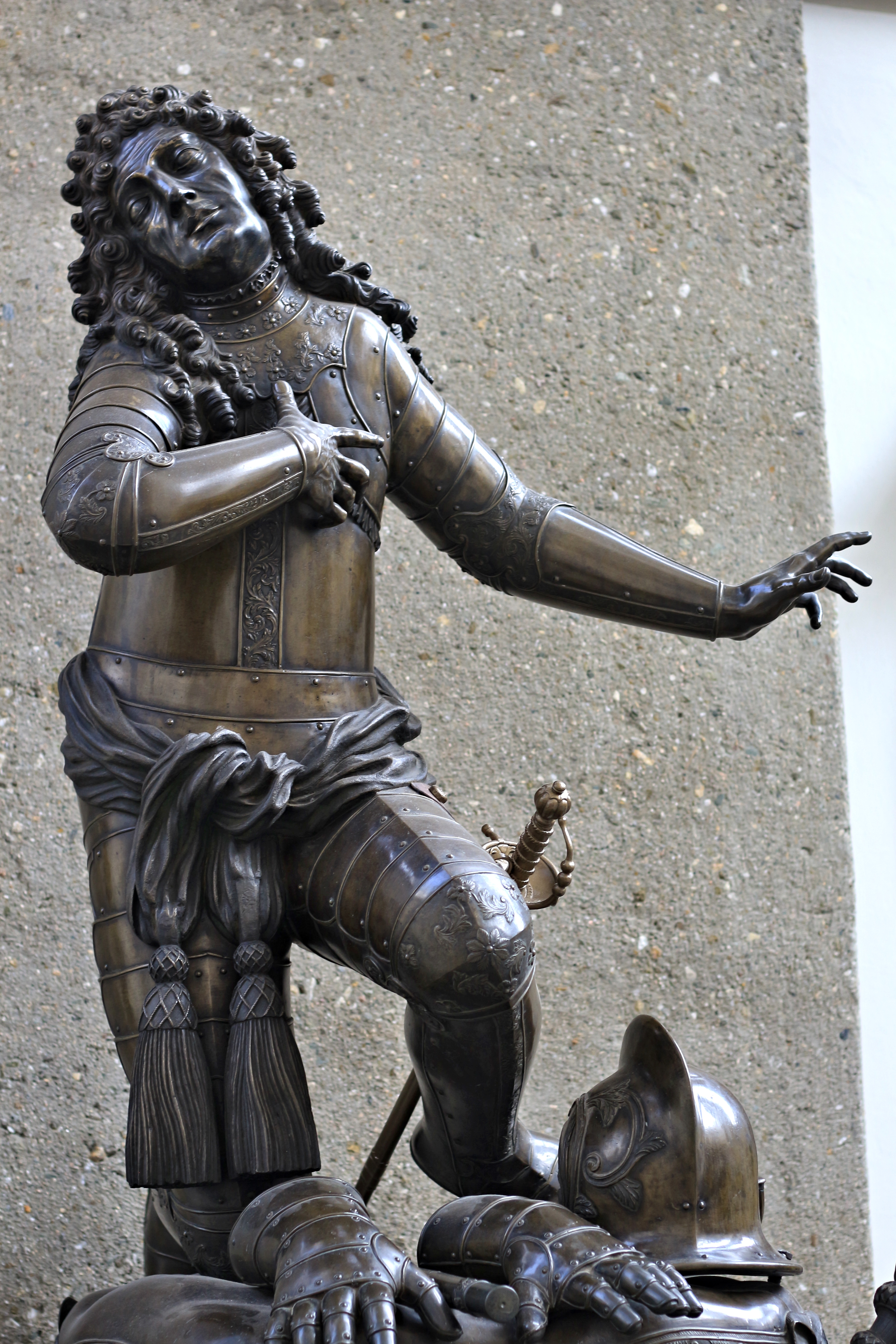
Socha Louise Raduita de Souches v kostele svatého Jakuba v Brně

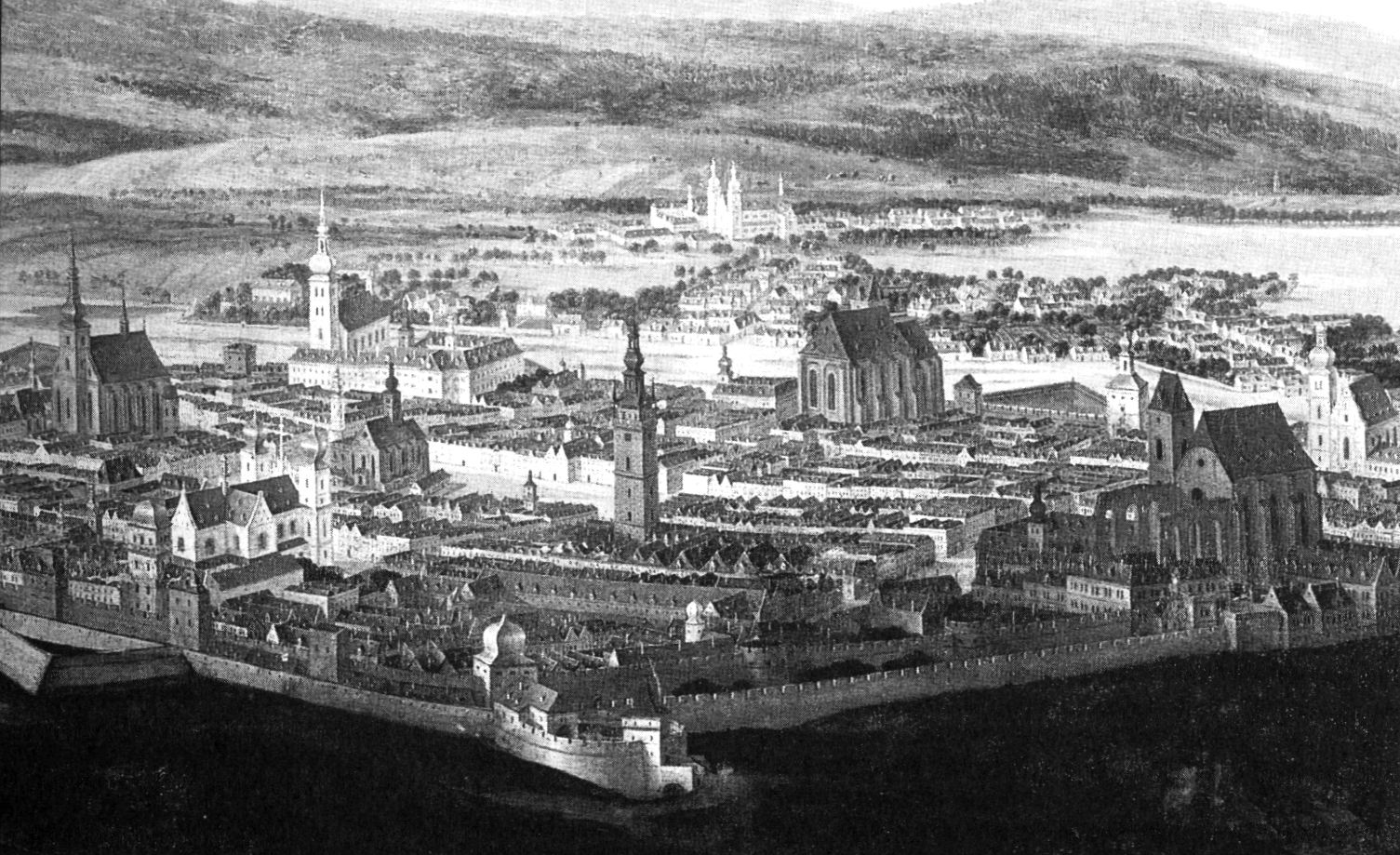
Brno v roce 1690

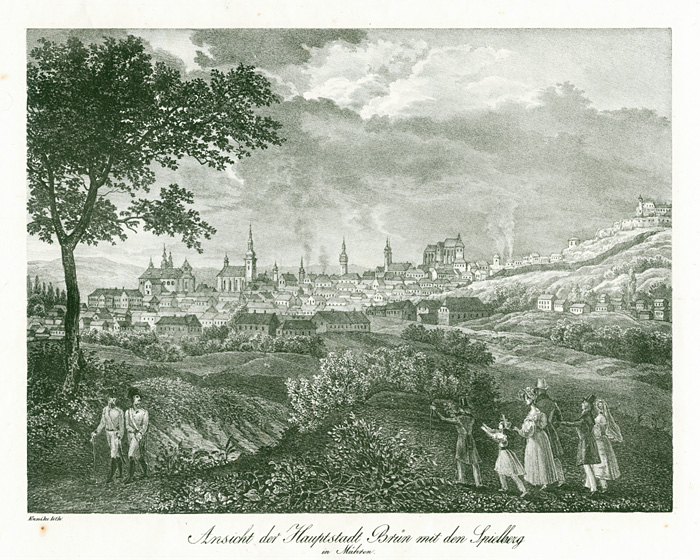
Brno okolo roku 1830

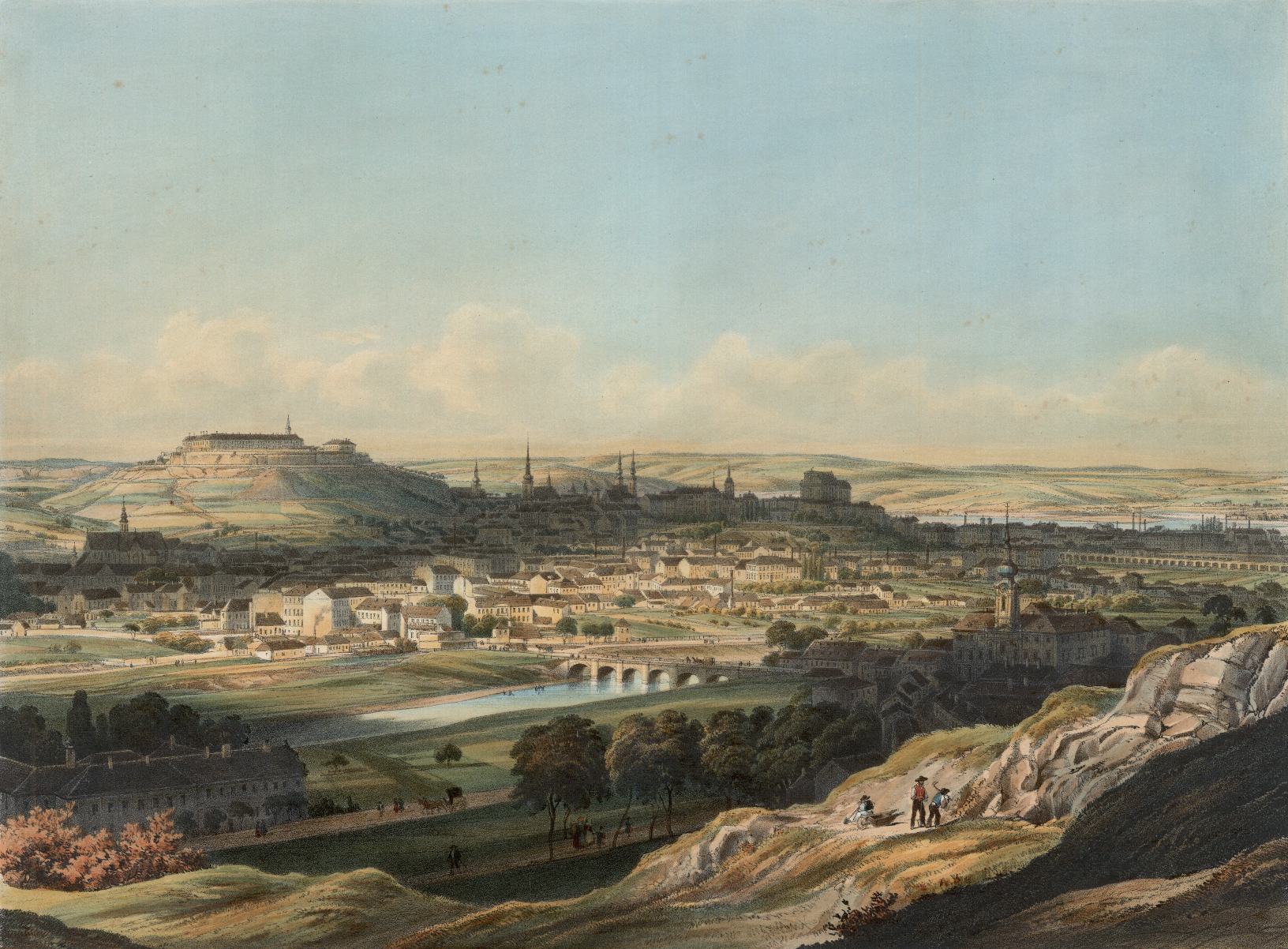
Brno kolem roku 1850 pohledem z Červeného kopce

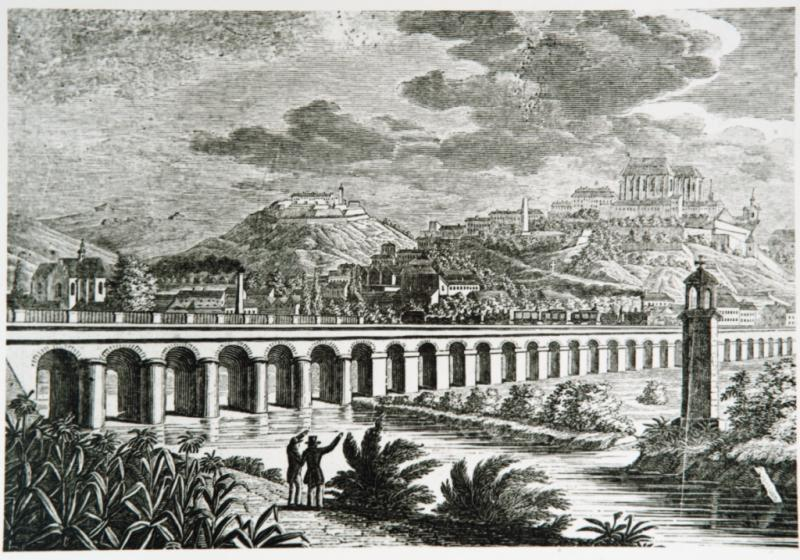
Vídeňský viadukt v Brně k dnešnímu hlavnímu nádraží na trati z Břeclavi (polovina 19. století), v současnosti je převážná část mostu skryta uvnitř později nasypaného náspu.

V roce 1641 po dobytí Olomouce švédskými vojsky se Brno stalo faktickým hlavním městem Moravy mj. proto, že sem byly z Olomouce narychlo přemístěny zemské desky. Konec sporu obou měst učinil však až roku 1782 markrabě a císař Josef II., který přiznal nárok na označení hlavního města definitivně Brnu. V září 1643 a pak v roce 1645 bylo samotné Brno neúspěšně obléháno osmnáctitisícovým švédským vojskem generála Lennarta Torstensona, který chtěl Brno použít jako základnu pro finální útok na Vídeň. Později se k Torstensonovu vojsku přidalo ještě desetitisícové vojsko sedmihradského knížete Jiřího II. Rákócziho, jehož část ale byla zanedlouho odvolána k Lednici. Během tohoto obléhání město bránilo pouze 1476 obyvatel, přičemž vojáci tvořili necelou polovinu. Díky tvrdosti a nasazení obránců a geniální organizaci obrany důstojníkem francouzského původu Raduitem de Souches však Švédové neuspěli a se ztrátou 8 000 mužů byli donuceni obléhání ukončit. Téměř o sto let později, roku 1742, bylo Brno bez úspěchu obléháno prusko-saskými vojsky. V roce 1749 byl v Brně založen moravský soudní a politický senát. Průmysl se začal rozvíjet již roku 1763, kdy byla založena první textilní manufaktura. Roku 1777 bylo založeno brněnské biskupství, podléhající však olomouckému arcibiskupství.
V roce 1805 v Brně nocoval Napoleon Bonaparte před důležitou bitvou u Slavkova. Pobyt francouzských vojsk byl pro město značnou přítěží, spotřebovávala množství potravinových zásob na úkor měšťanů a začaly se šířit nemoci. V roce 1817 bylo císařským dekretem Františka I. založeno Františkovo muzeum, dnešní Moravské zemské muzeum, druhé největší a zároveň druhé nejstarší (po muzeu v Opavě) muzeum v ČR. Rok 1839 bylo město spojeno s Vídní železnicí. Roku 1846 bylo zavedeno veřejné osvětlení plynovými lampami, roku 1847 byl do Brna zaveden telegraf. Od roku 1850 zde až do roku 1949 působil vrchní zemský soud, jehož působnost se vztahovala jak na celou Moravu, tak na České Slezsko. 6. července 1850 bylo k Brnu připojeno 19 dalších katastrálních území a jeho rozloha se zvětšila na 1 732 hektarů; jeho rozšířené území (tzv. vnitřní Brno) se pak zhruba krylo s moderní městskou částí Brno-střed. Zároveň bylo Brno rozděleno na 4 samosprávné okresy, v jejichž čele stály okresní výbory v čele s představeným a náměstkem. V letech 1859–1864 bylo postupně zbořeno téměř celé městské opevnění Brna, z něhož se do dnešní doby zachovaly spolu s přestavěnou Měnínskou bránou jen krátké úseky, přiléhající k ulicím Husova, Bašty a k Denisovým Sadům. Po zboření městského opevnění nastal prudký průmyslový rozvoj města. V srpnu 1869 zahájila provoz koněspřežná tramvaj. Rok 1873 přinesl první vysokou školu v Brně, technický institut. V letech 1881 a 1882 bylo nově vybudované městské divadlo osvětleno jako první evropské divadlo elektrickými žárovkami T. A. Edisona, hned další rok bylo založeno první české knihkupectví Joži Barviče. Významná byla i řeč profesora T. G. Masaryka 6. června 1882 v Brně na sjezdu na Moravě založené lidové strany. Roku 1899 bylo založeno Vysoké učení technické v Brně. V letech 1896–1916 proběhla v historickém jádru rozsáhlá asanace, při níž bylo zbořeno 238 domů a budov. Od poloviny 19. století se snažili čeští vlastenci o vybudování české univerzity v Brně (např. T. G. Masaryk jako poslanec Vídeňské Říšské Rady sbíral podpisy pro podporu založení), ale kvůli německé menšině ve městě se jim to nepodařilo.

## 20. století

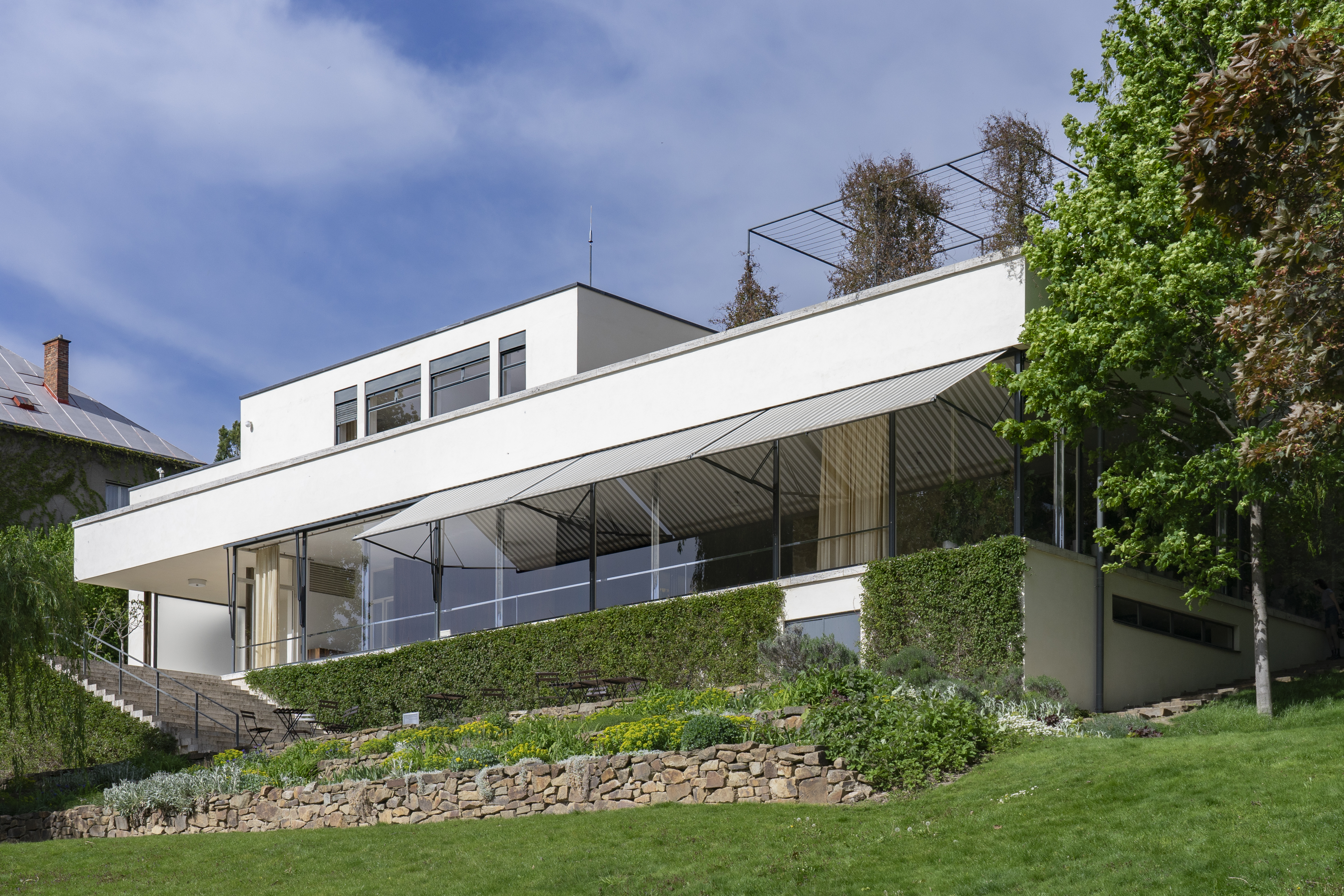
Funkcionalistická vila Tugendhat z roku 1928

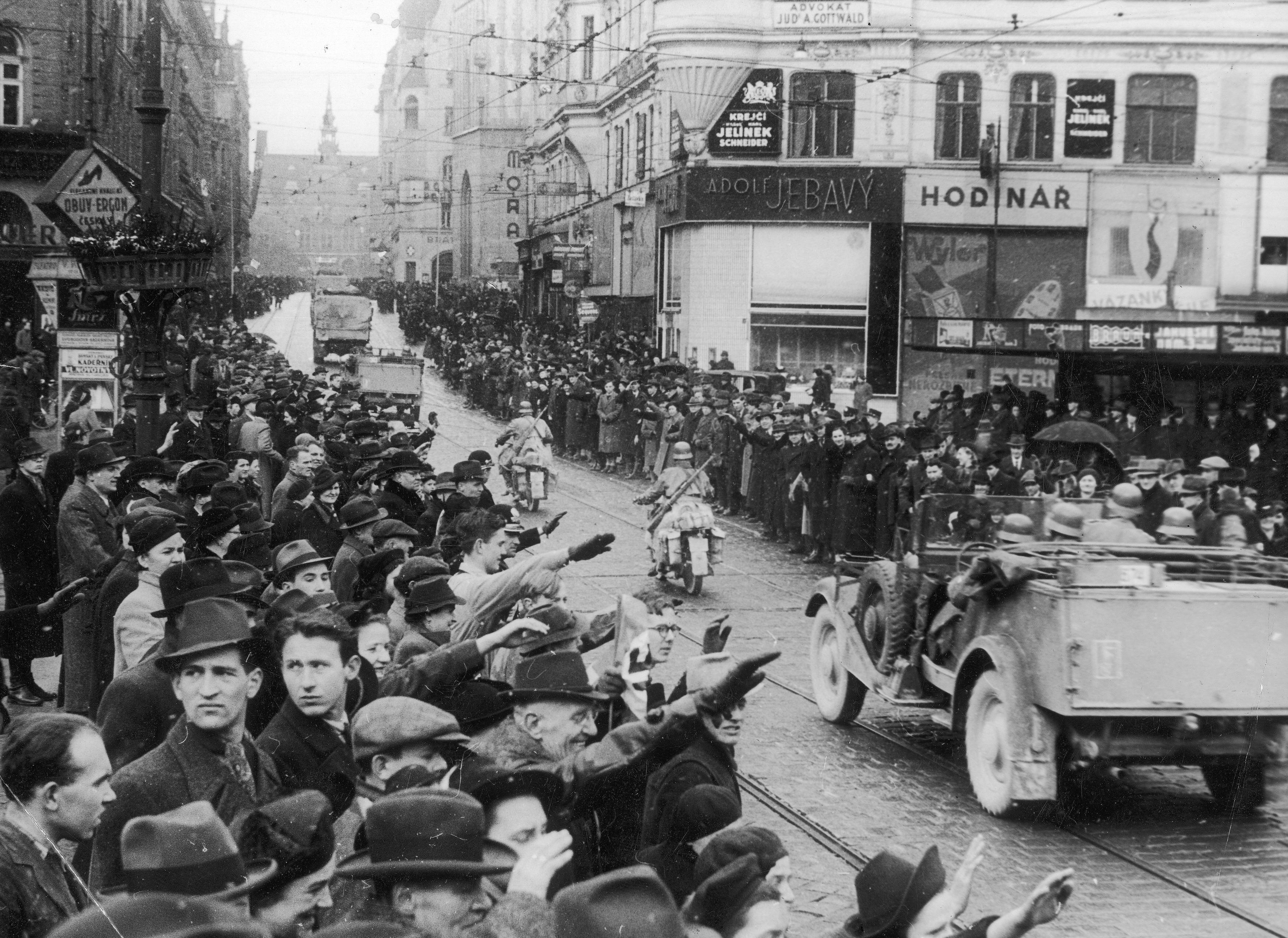
Triumfální příjezd německých vojáků na brněnské náměstí Svobody, kde byli vítáni početnou menšinou brněnských Němců

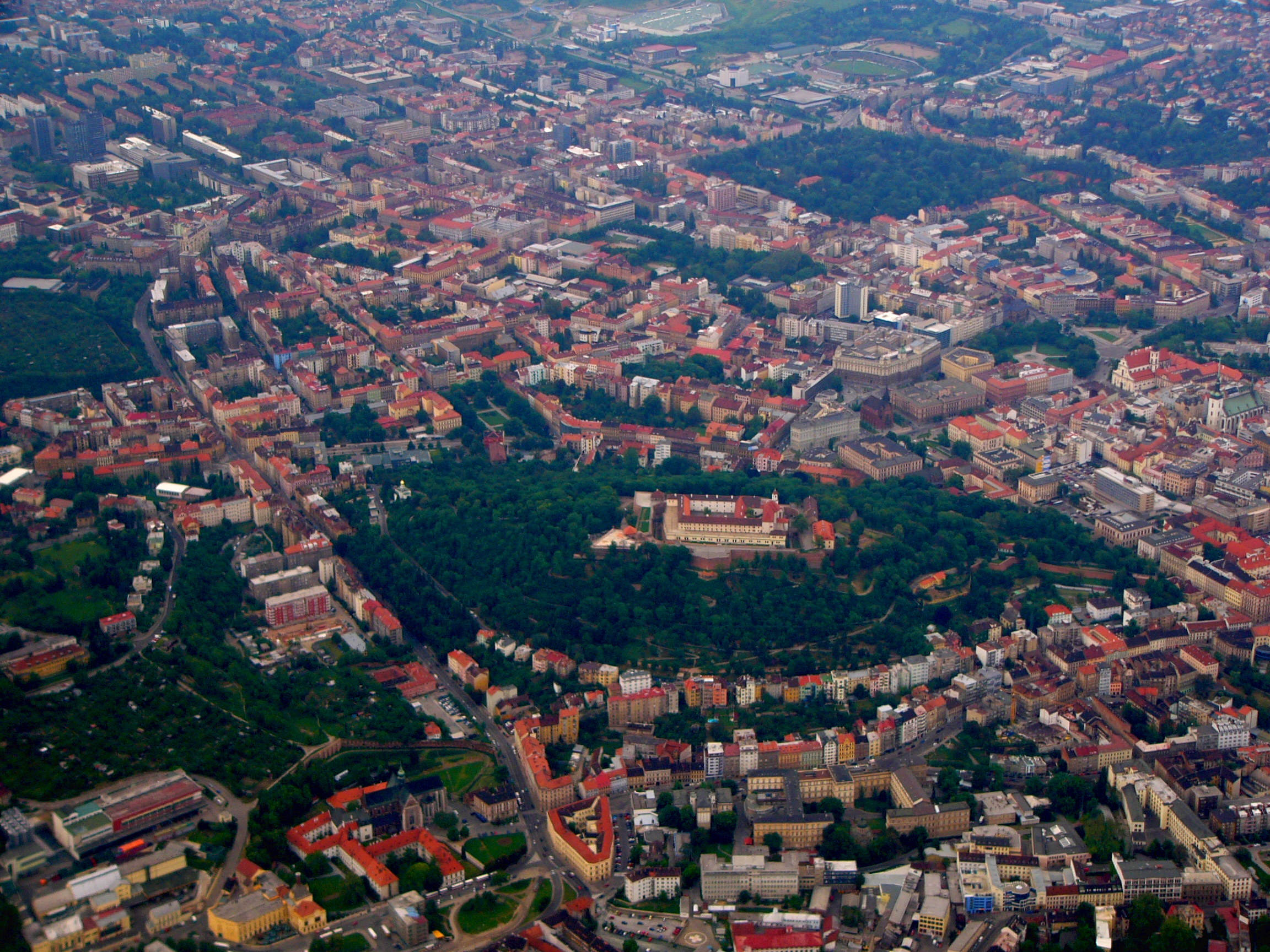
Letecký pohled na Špilberk

Protože se v Brně existence čtyř okresních výborů neosvědčila, byl 3. května 1905 vydán nový statut města Brna, který okresní výbory rušil. Do čela každého okresu pak volilo městské zastupitelstvo jen jednoho představeného a dva náměstky. V říjnu téhož roku se v Brně konal sjezd Němců, zvaný Volkstag, při kterém došlo k potyčkám mezi Čechy a Němci. Na podnět Němců bylo povoláno četnictvo a v ulicích Brna zasahovala armáda, přičemž byl zabit jeden český dělník.
Po vzniku první republiky bylo 6. listopadu 1918 převzato Brno do českých rukou. Jako první univerzita nového státu vznikla již 12. prosince 1918 Vysoká škola zvěrolékařská v Brně, nynější Veterinární univerzita Brno. Další školy univerzitního typu následovaly v roce 1919; 28. ledna vznikla Masarykova univerzita a později téhož roku také Mendelova zemědělská a lesnická univerzita v Brně. 16. dubna 1919 byla na základě zákona č. 213/1919 Sb., o sloučení sousedních obcí s Brnem, k Brnu připojena 2 města (Husovice a Královo Pole) a 21 dalších obcí (Bohunice, Brněnské Ivanovice, Černovice, Dolní Heršpice, Horní Heršpice, Juliánov, Jundrov, Kamenný Mlýn, Kohoutovice, Komárov, Komín, Lískovec, Maloměřice, Medlánky, Obřany, Přízřenice, Řečkovice, Slatina, Tuřany, Žabovřesky a Židenice), čímž vzniklo tzv. Velké Brno o rozloze 12 379 hektarů, téměř o tři roky dříve než Velká Praha. 26. května 1928 bylo Výstavou soudobé kultury v Československu otevřeno nově vybudované Brněnské výstaviště. Rozsáhlou průmyslovou výstavu v následujícím roce si 31. srpna 1929 prohlédl i prezident Československé republiky T. G. Masaryk. V roce 1930 byla postavena proslulá funkcionalistická vila Tugendhat a v letech 1936–1940 brněnská přehrada. 22. ledna 1933 uskutečnili členové Národní obce fašistické tzv. „Židenický puč,“ který byl armádou potlačen.
V noci z 14. na 15. března 1939 uskutečnili brněnští Němci, jejichž menšina čítala ve městě přes 50 000 obyvatel, puč, při kterém obsadili ještě před příchodem německé okupační armády důležité budovy ve městě. Brněnský starosta Rudolf Spazier však odmítl vydat brněnským Němcům radnici a ve funkci zůstal až do 23. března 1939.
17. listopadu 1939 byly vysoké školy v Brně přepadeny nacisty a studenti odvlečeni do koncentračních táborů, příštího roku se z Kounicových kolejí stala věznice, kde se konaly popravy a byly odtud vypravovány transporty do vyhlazovacích táborů. Roku 1944 byl k Brnu připojen městys Líšeň. Téhož roku se Brno třikrát stalo terčem amerických náletů.
26. dubna 1945 Brno v rámci Bratislavsko-brněnské operace osvobodila Rudá armáda. 27. dubna 1945 se sešel ke svému prvnímu jednání Revoluční národní výbor, vedený předsedou a jeho třemi náměstky. Zároveň vzniklo v předměstích i ve vnitřním městě 26 místních národních výborů, které však neměly vždy přesně vymezené kompetence. Hned na konci května proběhlo vysídlení Němců z Brna a tzv. Brněnský pochod smrti, při kterém bylo 20 tisíc moravských Němců odvedeno pěšky na rakouské území a 1691 z nich zahynulo. Jednotlivé MNV pak v Brně působily do konce roku 1946, k 1. lednu 1947 pak byly nahrazeny obvodními radami nově vzniklých 10 městských obvodů, existujících do roku 1949, kdy došlo k další správní reformě Brna. Během komunismu pak došlo ještě k několika dalším správním reformám Brna.
K 1. lednu 1957 byla k Brnu připojena rozsáhlá oblast Brněnské přehrady (části tehdejších katastrů obcí Bystrc, Kníničky, Rozdrojovice, Moravské Knínice, Chudčice a Veverská Bítýška) o rozloze 31,8 km², prosazená tehdejší brněnskou radnicí u tehdejšího krajského národního výboru bez souhlasu dotčených obcí.
Roku 1958 bylo zbudováno mezinárodní letiště Brno-Tuřany. Roku 1959 započala v Černovicích výstavba prvního brněnského panelového sídliště. Následující masivní výstavba panelových sídlišť pak pokračovala v 60., 70. a 80. letech a výrazně se podepsala na vzhledu mnoha brněnských čtvrtí. 1. července 1960 byly k Brnu připojeny obce Bystrc, Holásky, Kníničky, Mokrá Hora a část katastru Moravan (tzv. Nové Moravany), čímž se rozloha Brna zvětšila na 18 069 hektarů. Roku 1965 bylo zbudováno i nové divadlo, Janáčkova opera. V letech 1966–1969 byla na území Brna provedena rozsáhlá katastrální reforma. 26. listopadu 1971 byly k Brnu připojeny obce Bosonohy, Dvorska, Chrlice, Ivanovice u Brna, Jehnice, Ořešín, Soběšice a Žebětín. Jako poslední byl k Brnu 1. července 1980 připojen Útěchov. V roce 1987 byla vybudována závodní trať Masarykův okruh.

## Po sametové revoluci

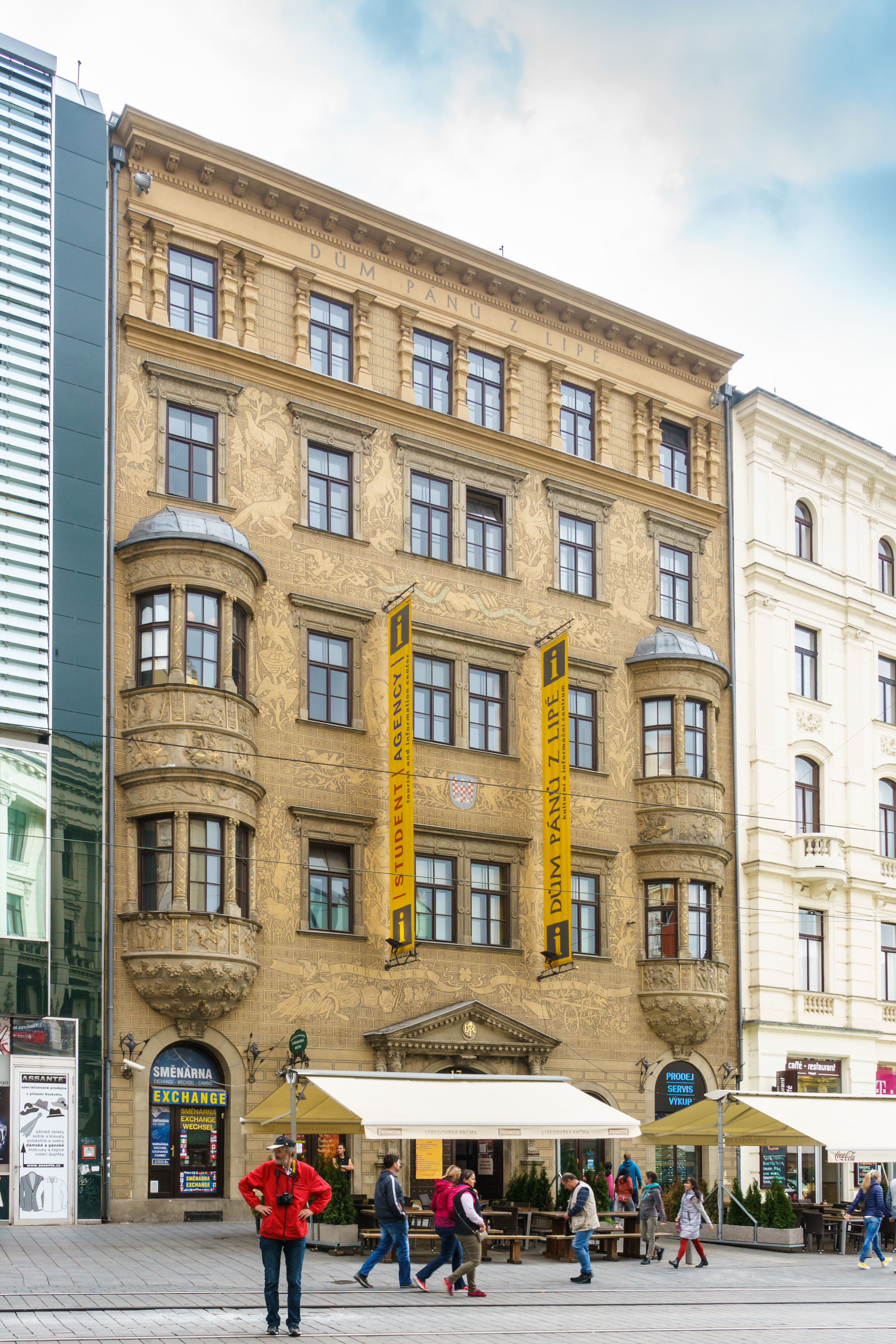
Zrekonstruovaný Dům pánů z Lipé

Po sametové revoluci začala řada bývalých obcí požadovat samosprávu, některé čtvrtě (například Kníničky) uvažovaly i o odtržení od Brna. 30. srpna 1990 schválil poslední Národní výbor města Brna usnesení č. XXIII/110-17 "k územnímu členění města Brna pro organizaci nejbližších komunálních voleb", kterým v hrubých rysech stanovil nové členění Brna na 29 samosprávných městských částí, jež začaly existovat 24. listopadu 1990, v den komunálních voleb. 12. září 2010 se v Dolních Heršpicích a Přízřenicích konalo místní referendum o oddělení od Brna a vytvoření nové obce Dolní Heršpice-Přízřenice, o těchto snahách podrobněji pojednává článek Dolní Heršpice-Přízřenice.
Od roku 1990 se Brno stalo sídlem významných institucí s celostátní působností, jako je Ústavní soud, Nejvyšší soud, Nejvyšší správní soud, Úřad pro ochranu hospodářské soutěže nebo naposledy úřad Veřejného ochránce práv – ombudsmana. Z hlediska územněsprávního však význam Brna nebývale klesl až na úroveň krajského města relativně malého Jihomoravského kraje.
Po roce 1990 byla na území Brna k postupně ukončena výstavba dalších panelových domů. Do konce století byly dokončeny rekonstrukce a opravy fasád velkého množství domů v dlouhodobě zanedbávaném historickém jádru města. Přitom došlo v místě velkého špalíčku ke zboření historicky cenných domů (část jich byla vybombardována už za 2. světové války) a vybudováno zde poněkud kontroverzní obchodní centrum. Následně byly také zrekonstruovány Dům pánů z Lipé a Dům pánů z Kunštátu. V roce 2002 byla vila Tugendhat zapsána do seznamu Světového dědictví UNESCO. V letech 2006–2007 proběhla často kritizovaná rekonstrukce náměstí Svobody, které bylo vydlážděno žulovými bloky, byla přidána fontána s verši brněnského básníka Jana Skácela, malé pítko a květinová výzdoba na sloupy osvětlení.